# Любимівська сільська рада (Михайлівський район)
Любимівська сільська рада — колишній орган місцевого самоврядування у Михайлівському районі Запорізької області з адміністративним центром у с. Любимівка.

## Населені пункти
Сільській раді підпорядковані населені пункти:
- с. Любимівка
- с. Барвінівка
- с. Володимирівка
- с. Дніпровка
- с. Лиманівка
- с. Садове
- с. Українка

## Склад ради
Рада складалася з 16 депутатів та голови.

## Керівний склад сільської ради
| ПІБ                             | Основні відомості                                                 | Дата обрання | Дата звільнення |
| ------------------------------- | ----------------------------------------------------------------- | ------------ | --------------- |
| Самойленко Григорій Миколайович | Сільський голова, 1958 року народження, освіта, безпартійний      | 26.03.2006   | 31.10.2010      |
| Сидєльніков Дмитро Андрійович   | Сільський голова, 1964 року народження, освіта вища, безпартійний | 31.10.2010   |                 |

Примітка: таблиця складена за даними джерела